# سياسة التأشيرات في أذربيجان

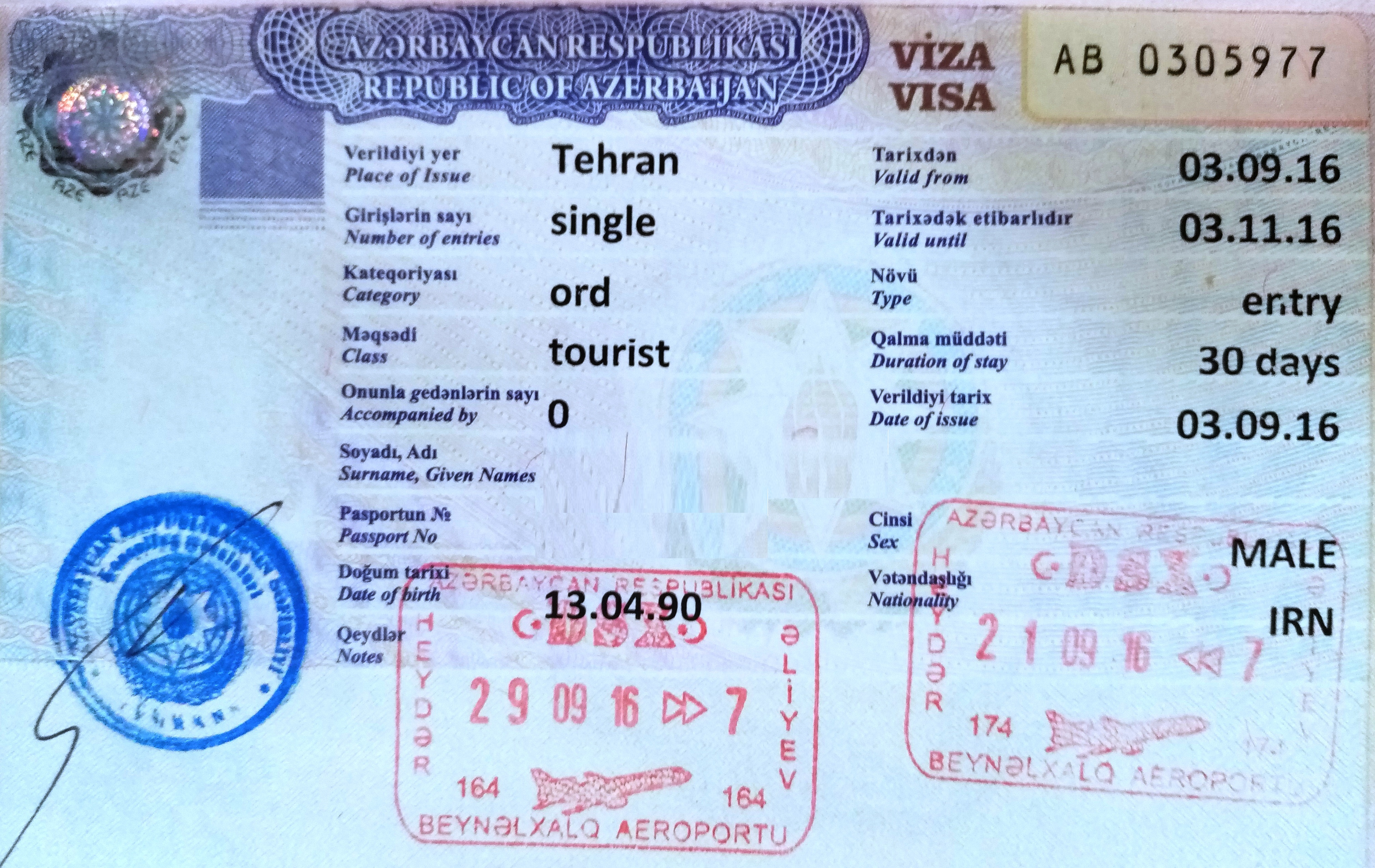
تأشيرة أذربيجان صدرت في سفارة أذربيجان في طهران، إيران

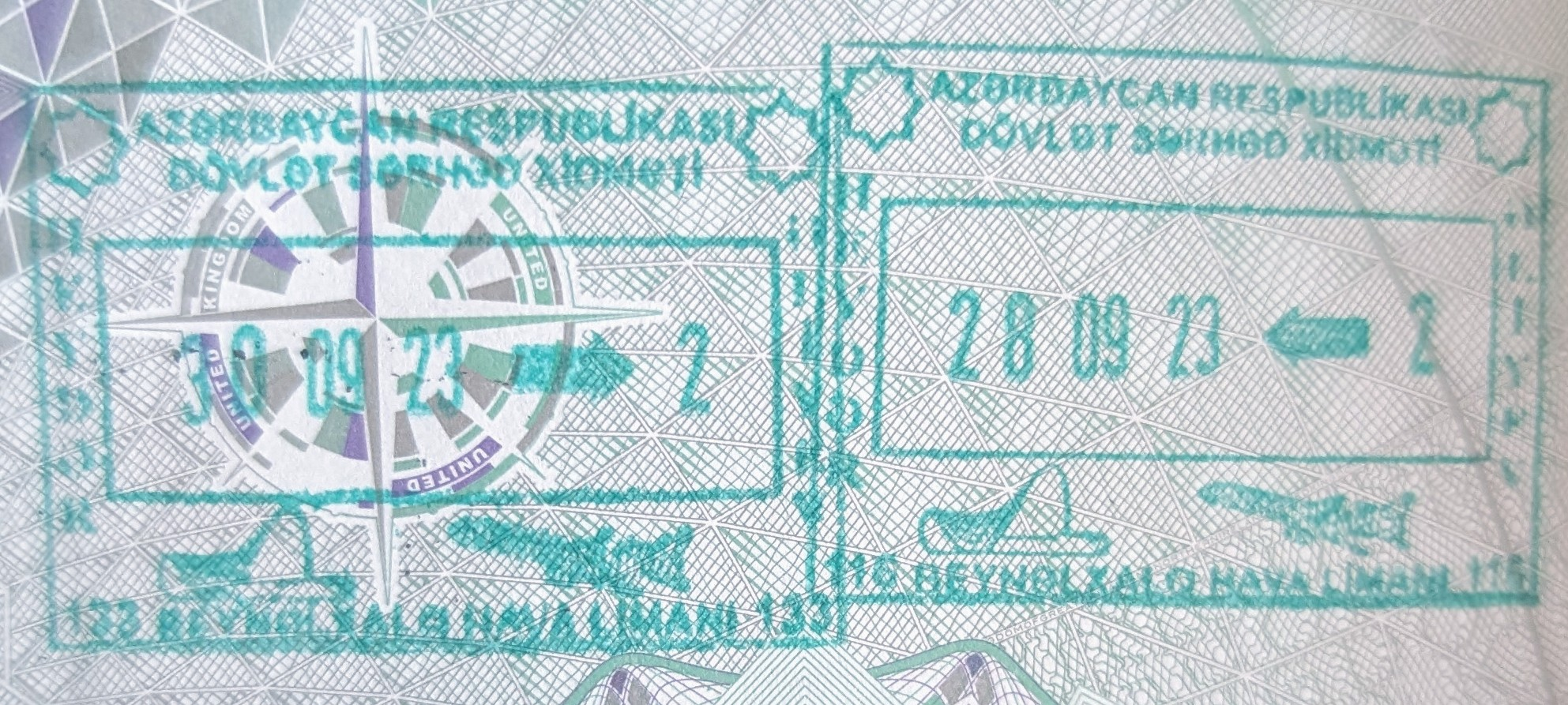
زوج من طوابع الدخول والخروج الأذرية في جواز سفر بريطاني

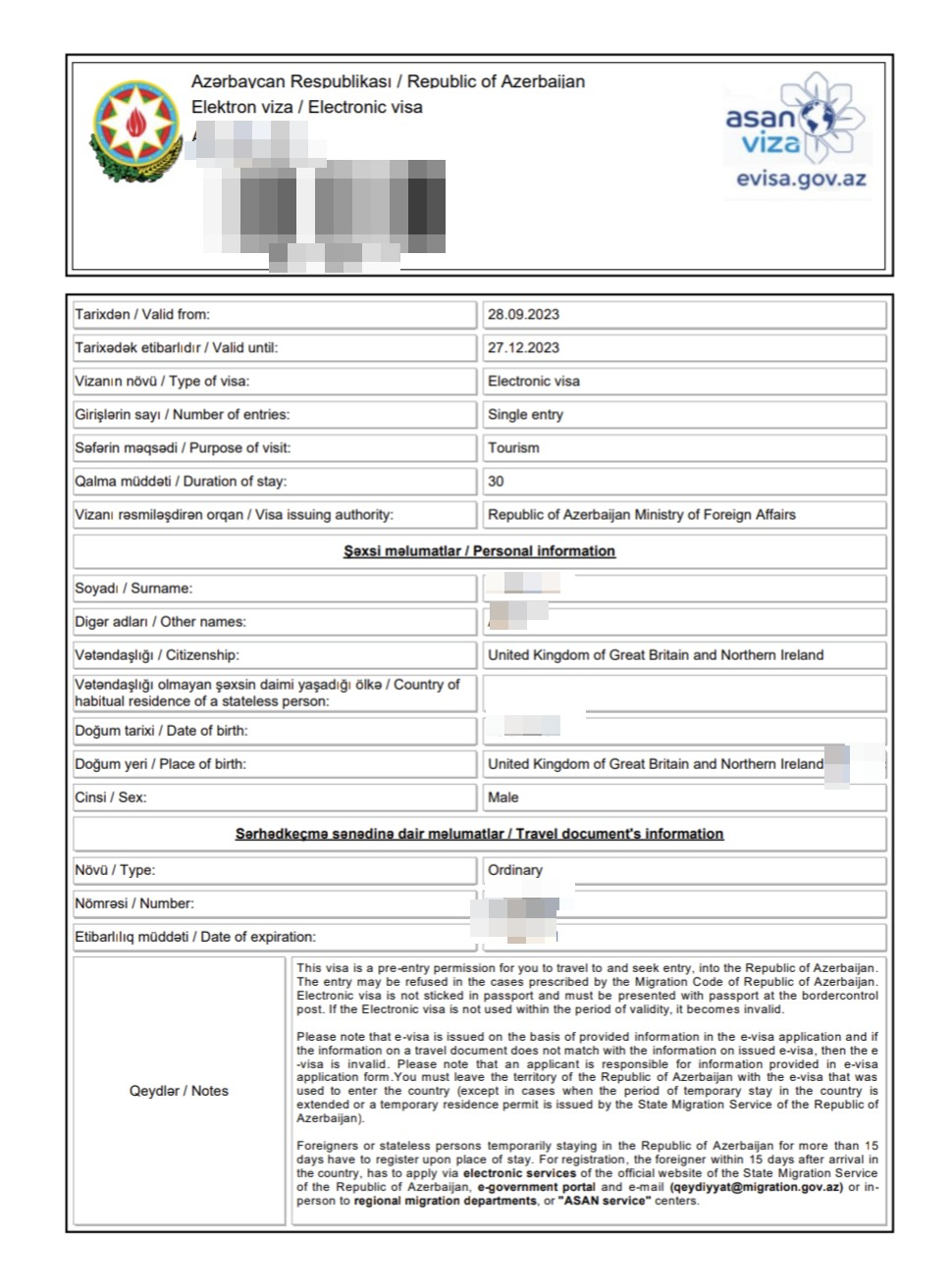
تأشيرة إلكترونية لحامل جواز السفر البريطاني

يجب على زوار أذربيجان الحصول على تأشيرة من إحدى البعثات الدبلوماسية الأذرية، ما لم يكونوا مواطنين في إحدى الدول المعفاة من التأشيرة، أو مواطنين مؤهلين للحصول على تأشيرة إلكترونية عند الوصول، أو مواطنين مؤهلين للحصول على تأشيرة إلكترونية.
كما يجب أن يكون لدى جميع الزوار جواز سفر صالح لمدة 3 أشهر على الأقل.

## نظرة عامة
يجب أن يكون جواز سفر مقدم الطلب صالحاً لمدة 3 أشهر على الأقل، وأطول من فترة الصلاحية المتوقعة للتأشيرة المطلوبة. إذا كان جواز سفر مقدم الطلب لديه أقل من 3 أشهر متبقية قبل تاريخ انتهاء الصلاحية، فلن يتم إصدار التأشيرة له.
يتعين على جميع المشاركين الذين يخططون للبقاء لأكثر من 15 يوماً تسجيل موقعهم لدى دائرة الهجرة الحكومية عند الوصول (باستثناء مواطني كازاخستان، الذين يُطلب منهم التسجيل فقط إذا كانوا يعتزمون الإقامة لأكثر من 30 يوماً).

## خريطة سياسة التأشيرة

أذربيجان
التأشيرة غير مطلوبة
تأشيرة عند الوصول أو تأشيرة إلكترونية
تأشيرة إلكترونية فقط
التأشيرة مطلوبة
تأشيرة مرفوضة مسبقاً

## الإعفاء من التأشيرة

### جوازات السفر العادية
يجوز لحاملي جوازات السفر العادية من البلدان التالية دخول أذربيجان بدون تأشيرة لمدة تصل إلى 90 يوماً (ما لم يُذكر خلاف ذلك):
| - روسيا البيضاء - جورجيا - كازاخستان - قرغيزستان - مولدوفا - قطر1 - روسيا | - صربيا - طاجيكستان - تركياID - أوكرانيا - الإمارات العربية المتحدة - أوزبكستان |  |

الهوية - يجوز الدخول ببطاقة الهوية بدلاً من جواز السفر.</br> 1 - 30 يوماً
| تاريخ تغييرات التأشيرة |
| --- |
| - لم يحتاج مواطنو روسيا البيضاء وجورجيا وكازاخستان وقيرغيزستان ومولدوفا وروسيا وطاجيكستان وأوكرانيا وأوزبكستان إلى تأشيرة لدخول أذربيجان. - 1 سبتمبر 2019: تركيا - 1 ديسمبر 2019: إيران - 8 يوليو 2023: الإمارات العربية المتحدة - نوفمبر 2023: صربيا ألغيت: - 1992: أرمينيا - 1993: بلغاريا، كوبا، التشيك، المجر، منغوليا، بولندا، رومانيا، سلوفاكيا، فيتنام. - 1995: إستونيا، لاتفيا، ليتوانيا - 1999: تركمانستان |

### جوازات السفر غير العادية
]]

أذربيجان
جوازات السفر الدبلوماسية أو الرسمية أو الخدمية أو الخاصة
جوازات سفر دبلوماسية
مُعلّق مؤقتاً
مرفوض

يجوز لحاملي جوازات السفر الدبلوماسية أو الرسمية أو الخدمية أو الخاصة من البلدان والأقاليم التالية دخول أذربيجان بدون تأشيرة لمدة تصل إلى 90 يوماً (ما لم يُذكر خلاف ذلك):
| - ألبانياD S - الأرجنتينD O S - النمساD S - بيلاروسياD O S - بلجيكاD - بوليفياD O S - البوسنة والهرسك1 D O S - البرازيلD O S - بلغارياD S - كمبودياD - تشيليD O S - الصين1 D S - كولومبياD O S - كرواتياD S - كوباD O S - قبرصD - التشيكD - مصر1 D S Sp - إستونياD - فنلنداD | - فرنساD - جورجياD O S - ألمانياD - اليونانD - هونغ كونغ2 D S - المجرD - الهندD O S - إندونيسيا1 D S - إيران1 D S - العراق1 D O S - إسرائيلD S - إيطالياD S - اليابانD - الأردنD S - كازاخستانD O S - الكويتD S Sp - قرغيزستانD O S - لاوس1 D - لاتفياD S - ليبيا3 D S Sp | - ليختنشتاينD - ليتوانياD S - لوكسمبورغD - مالطاD - المكسيكD - مولدوفاD O S - منغولياD O S - الجبل الأسودD S - المغربD O S Sp - هولنداD - النرويجD - باكستان1 D S - فلسطين1 D - بيروD S Sp - بولنداD - البرتغالD S Sp - قطر1 D S Sp - رومانياD S - روسياD O S - سان مارينوD S | - صربياD O S - سلوفاكياD S - سلوفينياD S - كوريا الجنوبية1 D O S - إسبانياD - السويدD - سويسراD S - سوريا1 D S Sp - طاجيكستانD O S - تركياD S Sp - تركمانستان1 D S - أوكرانياD O S - الإمارات العربية المتحدةD S Sp - أوروغوايD O S - أوزبكستانD O S - فنزويلا1 D O S - فيتنام1 D O S |  |

د- جوازات السفر الدبلوماسية</br> س - الجوازات الرسمية</br> ق - جوازات الخدمة</br> س - جوازات السفر الخاصة</br> 1 - 30 يوما</br> 2 - 14 يوما</br> 3 - موقوف مؤقتا

## تأشيرة عند الوصول
يمكن لمواطني الدول التالية الحصول على تأشيرة إلكترونية عند الوصول لمدة أقصاها 30 يوماً. ويمكن الحصول على تأشيرة إلكترونية عند الوصول في أي مطار دولي.
| - البحرين - الصين - إندونيسيا - إسرائيل | - اليابان - الكويت - ماليزيا - سلطنة عمان | - السعودية - سنغافورة - كوريا الجنوبية |

تكلفة التأشيرة الإلكترونية عند الوصول هي 30 دولاراً أمريكياً.
يمكن لحاملي جوازات السفر اليابانية الحصول على تأشيرة إلكترونية مجانية عند الوصول.

### تأشيرة مشروطة عند الوصول
يمكن للمواطنين الذين يحملون تأشيرة إقامة صادرة عن دولة الإمارات العربية المتحدة الحصول على تأشيرة سياحية لمدة 30 يوماً عند الوصول إلى أذربيجان. ويجب عليهم تقديم تأشيرة سارية المفعول أو تصريح الإقامة بالإمارات مرفقة مع جواز سفرهم.

## التأشيرة الإلكترونية
قدمت أذربيجان تأشيرة إلكترونية في يناير 2017. يُعرف النظام باسم تأشيرة ASAN ويتم إصدار التأشيرات لزيارة دخول واحدة لمدة تصل إلى 30 يوماً. ويجب على المسافر طباعة التأشيرة الإلكترونية وتقديمها مع جواز السفر (الذي يجب أن يكون صالحاً لمدة ثلاثة أشهر على الأقل بعد تاريخ انتهاء التأشيرة) عند نقطة التفتيش الحدودية.
هناك نوعان من طلبات التأشيرة الإلكترونية: طلب قياسي، والذي يكلف 20 دولاراً أمريكياً ويستغرق ما يصل إلى 3 أيام عمل، وطلب عاجل، والذي يكلف 55 دولاراً أمريكياً وتتم معالجته في غضون 3 ساعات. بالإضافة إلى رسوم التأشيرة، يجب على المتقدمين دفع رسوم خدمة قدرها 5 دولارات أمريكية.
يمكن لمواطني البلدان والأقاليم التالية الحصول على تأشيرة إلكترونية:
| - الدول الأعضاء في الاتحاد الأوروبي \| - ألبانيا - الجزائر - أندورا - الأرجنتين - أستراليا - باهاماس - البحرين - باربادوس - بوليفيا - البوسنة والهرسك - البرازيل - بروناي - كندا - تشيلي - الصين - كولومبيا - كوستاريكا \| - كوبا - جيبوتي - الإكوادور - غواتيمالا - آيسلندا - الهند - إندونيسيا - إيران - إسرائيل - جامايكا - اليابان - الأردن - الكويت - ليختنشتاين - ماليزيا - جزر المالديف - موريشيوس \| - المكسيك - موناكو - منغوليا - الجبل الأسود - المغرب - نيبال - نيوزيلندا - مقدونيا الشمالية - النرويج - سلطنة عمان - باكستان - بنما - باراغواي - بيرو - سان مارينو - السعودية \| - سيشل - سنغافورة - جنوب إفريقيا - كوريا الجنوبية - سريلانكا - سويسرا - تايلاند - ترينيداد وتوباغو - تركمانستان - المملكة المتحدة - United States - الفاتيكان - فيتنام \| \| | | | |  |
| - ألبانيا - الجزائر - أندورا - الأرجنتين - أستراليا - باهاماس - البحرين - باربادوس - بوليفيا - البوسنة والهرسك - البرازيل - بروناي - كندا - تشيلي - الصين - كولومبيا - كوستاريكا | - كوبا - جيبوتي - الإكوادور - غواتيمالا - آيسلندا - الهند - إندونيسيا - إيران - إسرائيل - جامايكا - اليابان - الأردن - الكويت - ليختنشتاين - ماليزيا - جزر المالديف - موريشيوس | - المكسيك - موناكو - منغوليا - الجبل الأسود - المغرب - نيبال - نيوزيلندا - مقدونيا الشمالية - النرويج - سلطنة عمان - باكستان - بنما - باراغواي - بيرو - سان مارينو - السعودية | - سيشل - سنغافورة - جنوب إفريقيا - كوريا الجنوبية - سريلانكا - سويسرا - تايلاند - ترينيداد وتوباغو - تركمانستان - المملكة المتحدة - United States - الفاتيكان - فيتنام |  |

في عام 2017، صنفت مجلة السفر البريطانية Wanderlust تأشيرة أذربيجان الإلكترونية على أنها أسهل تأشيرة يمكن الحصول عليها في العالم.
يمكن للمسافرين المؤهلين للحصول على تأشيرة غير مشروطة عند الوصول؛ اختيار الحصول على تأشيرة إلكترونية عند الوصول إلى مطار حيدر علييف الدولي.
هناك خطط لتوسيع نظام ASAN لإصدار تأشيرات إلكترونية للمواطنين الأذربيجانيين المسافرين إلى الخارج. اعتباراً من يناير 2018، تم اختيار المغرب للمفاوضة معها، وكذلك المفاوضات جارية مع ليتوانيا والإمارات العربية المتحدة.

## التأشيرة مطلوبة مقدماً

### عملية قياسية
إذا كان المسافر لا يستوفي متطلبات الجنسية للإعفاء من التأشيرة، أو التأشيرة عند الوصول، أو التأشيرة الإلكترونية أو يرغب في العمل أو الدراسة، فيجب عليه التقدم بطلب للحصول على تأشيرة من أقرب بعثة دبلوماسية أذرية. يمكن للزوار التقديم عن طريق البريد أو التعيين، ويمكن ملء نموذج الطلب عبر الإنترنت. تبلغ تكلفة تأشيرات الدخول الفردي والعبور 20 دولاراً أمريكياً، وتتكلف تأشيرات الدخول المتعدد 250 دولاراً أمريكياً.
عند التقدم للحصول على التأشيرة يجب على المتقدم تقديم ما يلي:
- استمارة الطلب المكتملة.
- وثيقة سفر سارية المفعول وصورة من صفحة المعلومات الخاصة بها.
- صورتان شمسيتان ملونتان لتنظيم جواز السفر.
- إثبات الوضع القانوني في بلد تقديم الطلب، إذا كان التقديم من بلد آخر غير بلده.
- دفع رسوم طلب التأشيرة (بشيك مصدق).

### دعوة
بالإضافة إلى ذلك، بالنسبة لجميع التأشيرات باستثناء تأشيرات العبور، يجب على مقدم الطلب تقديم دعوة صالحة. تختلف وثائق الدعوة المطلوبة حسب نوع التأشيرة المقدمة. بالنسبة للتأشيرات السياحية، يجب على مقدم الطلب تقديم دليل على حجز فندق داخل أذربيجان ورحلات طيران مؤكدة داخل وخارج البلاد. بالنسبة لتأشيرات الزيارة الخاصة، يجب على مضيف مقدم الطلب في أذربيجان تقديم نسخة موثقة من بطاقة الهوية وخطاب الدعوة. بالنسبة لجميع أنواع التأشيرات الأخرى، يجب عليهم الحصول على إذن من وزارة الخارجية قبل التقدم بطلب للحصول على تأشيرة.
للحصول على الإذن، يجب على الطرف الداعي في أذربيجان تقديم المستندات التالية شخصياً إلى مكتب وزارة الخارجية في باكو:
- نموذج طلب مكتمل (متاح عبر الإنترنت).
- خطاب من الشخص أو المنظمة الداعية يوضح الغرض من التأشيرة المطلوبة، ومدة الدعوة، وعدد مرات الدخول المطلوبة، والبعثة الدبلوماسية التي سيتقدم المدعو للحصول على تأشيرة منها.
- نسخة من جواز سفر المدعو.
- إثبات دفع رسوم الطلب البالغة ₼4، المدفوعة من خلال البنك أو عبر الإنترنت.

إذا قدم الممثل القانوني المستندات، فيجب عليه أيضاً تقديم دليل على التوكيل ونسخة من بطاقة هويته. إذا كان الطرف الداعي فرداً، فيجب عليه أيضاً تقديم نسخة من خطاب تسجيل الرقم الضريبي وإثبات العنوان.

## تسهيلات الحصول على تأشيرة
في عام 2013، أبرمت أذربيجان اتفاقية تسهيل الحصول على التأشيرة مع الاتحاد الأوروبي (باستثناء الدنمارك وأيرلندا) مما يقلل من عدد المستندات المطلوبة لتبرير الغرض من الرحلة، وينص على إصدار تأشيرات دخول متعددة، ويحد من وقت المعالجة ويقلل أو إلغاء الرسوم لفئات عديدة من مواطني الاتحاد الأوروبي.

## قيود القبول
بسبب حالة الحرب مع أرمينيا، تمنع أذربيجان دخول وعبور مواطني أرمينيا والدول الأخرى ذات الأصل الأرمني.
تمنع حكومة أذربيجان بشكل صارم دخول وعبور المواطنين الأجانب إلى جيوب كركي ويوكساري أوسكيبارا وبارشودارلي وسوفولو، والتي تعد جزءًا قانونياً من أذربيجان ولكنها تخضع لسيطرة أرمينيا، دون موافقة مسبقة من حكومة أذربيجان.
قد يُمنع المواطنون الأجانب الذين دخلوا هذه الأراضي دون إذن من الدخول والعبور إلى أذربيجان وقد يتم إدراجهم في "قائمة الأشخاص غير المرغوب فيهم".
يمنع الدخول والعبور لمواطني كوسوفو، حتى لو لم يتم مغادرة الطائرة والسير على نفس الرحلة.كما أن أذربيجان لا تعترف بجوازات سفر أبخازيا والجمهورية العربية الصحراوية الديمقراطية أرض الصومال وأوسيتيا الجنوبية وترانسنيستريا.

## إحصائيات الزوار
| سنة                 | الزوار      |
| ------------------- | ----------- |
| 1992—2001           | No data     |
| 2002                | ▲ 576,000   |
| 2003                | ▲ 768000    |
| 2004                | ▲ 989,000   |
| 2005                | ▼ 693,000   |
| 2006                | ▲ 682000    |
| 2007                | ▲ 732000    |
| 2008                | ▲ 1,043,000 |
| 2009                | ▼ 1,005,000 |
| 2010                | ▲ 1,280,000 |
| 2011                | ▲ 1,562,000 |
| 2012                | ▲ 1,986,000 |
| 2013                | ▲ 2,130,000 |
| 2014                | ▲ 2,160,000 |
| 2015                | ▼ 1,922,000 |
| 2016                | ▲ 2,044,000 |
| 2017                | ▲ 2,454,000 |
| 2018                | ▲ 2,635,000 |
| 2019                | ▲ 3,170,000 |
| 2020                | ▼ 796,000   |
| 2021                | ▼ 792,000   |
| المجموع (2002—2021) | 29,418,000  |

معظم الزوار الذين وصلوا إلى أذربيجان كانوا من بلدان الجنسية التالية:
| الدولة                     | 2021      | 2020    |
| -------------------------- | --------- | ------- |
| روسيا                      | ▲ 258,315 | 225,201 |
| تركيا                      | ▲ 197,907 | 160,504 |
| إيران                      | ▲ 125,358 | 72,783  |
| جورجيا                     | ▼ 62,666  | 184,228 |
| أوكرانيا                   | ▲ 17,428  | 16,953  |
| UAE                        | ▲ 17,320  | 7,951   |
| المملكة المتحدة            | ▲ 9,428   | 7,051   |
| السعودية                   | ▼ 8,834   | 11,945  |
| كازاخستان                  | ▼ 6,928   | 8,498   |
| إسرائيل                    | ▲ 6,655   | 4,238   |
| ألمانيا                    | ▲ 5,922   | 3,531   |
| بيلاروسيا                  | ▼ 5,730   | 6,036   |
| الهند                      | ▼ 5,117   | 12,731  |
| الولايات المتحدة           | ▲ 4,409   | 2,604   |
| أوزبكستان                  | ▼ 4,213   | 5,283   |
| إيطاليا                    | ▲ 3,498   | 2,820   |
| بولندا                     | ▲ 3,331   | 1,198   |
| باكستان                    | ▼ 3,224   | 8,752   |
| العراق                     | ▼ 3,212   | 6,119   |
| اليابان                    | ▲ 3,081   | 2,201   |
| تركمانستان                 | ▼ 2,738   | 8,257   |
| فرنسا                      | ▼ 2,278   | 1,506   |
| الصين                      | ▲ 1,781   | 1,532   |
| كوريا الجنوبية             | ▼ 413     | 681     |
| بلدان اخرى ومنعدمي الجنسية | ▼ 27,121  | 167,284 |
| المجموع                    | ▼ 791,751 | 795,722 |